# 井上博一
井上 博一（いのうえ ひろかず、1941年3月3日 - ）は、日本の俳優。本名同じ。
秋田県大館市出身。大館鳳鳴高等学校中退。舞台芸術学院卒業。現代制作舎に所属していた。
特技は殺陣、東北弁。蜷川幸雄の「現代人劇場」に参加。
映画では市川崑作品に複数回起用されていた。

## 出演

### 映画
- 無頼漢（1970年）- かわら版屋
- 生まれかわった為五郎（1972年）- 労務者
- 戦争と人間 第三部 完結篇（1973年）- 古参上等兵
- 雨の夜の情事（1973年）- 中村一郎
- 色情旅行 香港慕情（1973年）-　住夫
- 団地妻 奪われた夜（1973年）- カールスマン畑中
- (秘)女郎残酷色地獄（1973年）-　石丸弥十郎
- OL日記 密猟 あさる（1973年）- 草下明
- 濡れた荒野を走れ（1973年） - 中村健一
- 秘本袖と袖（1974年）
- おさな妻の告白 失神 エクスタシー（1974年）- 兼一
- わが道（1974年）ｰ 咲子の亭主
- 新・団地妻 ブルーフィルムの女（1975年）
- 新・団地妻 夫婦交換（スワッピング）（1975年）
- 新妻地獄（1975年）
- わななき（1975年）
- 主婦の体験レポート 新・おんなの四畳半（1975年）
- 薔薇と鞭（1975年）- 志摩光夫
- 友情（1975年） - 刑事
- 濡れた壷（1976年）
- ルナの告白 私に群がった男たち（1976年）
- 東京秘密ホテル けものの戯れ（1976年）
- 不連続殺人事件（1977年）- 鉱泉宿の主人
- 性と愛のコリーダ（1977年）
- 八甲田山（1977年）- 今西特務曹長（雪中行軍隊）
- 女囚101 しゃぶる（1977年）
- 檻の中の妖精（1977年）
- おさわりサロン おしぼりでお待ちします（1977年）
- 夜這い海女（1977年）
- エロチックな関係（1978年）
- 青い獣 ひそかな愉しみ（1978年）
- おんなの寝室 好きくらべ（1978年）
- 縄地獄（1978年）
- 若妻が濡れるとき（1978年）
- 危険な関係（1978年）
- 鬼畜（1978年） - 漁師
- 原作・団鬼六「やくざ天使」より 縄地獄（1978年）
- 凌辱《こます》（1979年）
- 宇能鴻一郎の看護婦寮日記（1979年）
- きらめきの季節（1980年）
- 女高生 夏ひらく唇（1980年）
- 野獣死すべし（1980年）- 立花（伊達の同窓生）
- 漂流（1981年）- 年配の水主
- ジェラシー・ゲーム（1982年）- 病院の父
- 愛獣 赤い唇（1981年）
- ひめゆりの塔（1982年） - 西岡兵長
- 海峡（1982年） - 袋内沢現場主任
- ビルマの竪琴（1985年） - 馬場一等兵
- 玄海つれづれ節（1986年）- 胴元
- 鹿鳴館（1986年） - 大山巌
- 竹取物語 （1987年） - 小野の房守
- 少年時代（1990年） - 在郷軍人
- 天河伝説殺人事件 （1991年） - 川島幸司
- 帰って来た木枯し紋次郎（1993年）- 捨吉
- 四十七人の刺客（1994年）- 脇田主馬
- マークスの山（1995年）
- キッズ・リターン（1996年） - 浮浪者
- HAPPY PEOPLE（ハッピーピープル）（1997年）- 石橋刑事
- 39 刑法第三十九条（1999年） - 漁村の村松
- 化粧師 KEWAISHI（2002年） - 鮫島刑事
- 姉御 〜ANEGO〜（2003年）- 武郎
- 呪怨（2003年） - 中川健一刑事
- メゾン・ド・ヒミコ（2005年）- 高尾
- 休暇（2007年、門井肇監督）

### テレビドラマ
- キャプテンウルトラ 第18話「ゆうれい怪獣キュドラあらわる」（1967年、TBS / 東映） - 取材記者
- 大河ドラマ（NHK）
  - 竜馬がゆく（1968年） - 高橋勝右衛門
  - 新・平家物語（1972年） - 法師
  - 勝海舟（1974年） - 戸倉豊之進
  - 風と雲と虹と（1976年） - 将門の家人
  - 花神（1977年）
- 野次馬がいく 第16話「戦え! 勝手に」（1968年、NET / 東映）
- 牢獄の花嫁（1968年、TBS）
- 怪奇大作戦 第11話「ジャガーの眼は赤い」（1968年、TBS / 円谷プロ） - 物理研究所所員
- 無用ノ介 第5話「夕日と弓と無用ノ介」（1969年、NTV）
- 男は度胸（1970年、NHK）- 池田大助
- 特別機動捜査隊 （NET / 東映）
  - 第488話「青い残酷」（1971年） - 吉本
  - 第520話「幻の召集令状」（1971年） - 杉下
  - 第564話「男がつぶやく子守唄」（1972年） - 奥田
  - 第606話「愛と憎しみの湖」（1973年） - 宮川
- プレイガールシリーズ（12ch / 東映）
  - プレイガール
    - 第97話「おんな一匹大勝負」（1971年）
    - 第112話「妻は過去に何をしていた?」（1971年） - 小川
    - 第122話「怪談 砂漠東京に骨がころがる」（1971年） - 悦夫
    - 第144話「裏切り者は骨まで砕け」（1972年） - 石山二郎
    - 第170話「女は妖しく勝負する」（1972年） - 堂本
    - 第178話「怪談・情炎幽鬼の館」（1972年） - 聖次郎
    - 第186話「女の武器は燃える肌」（1972年） - 秀夫
    - 第206話「銀嶺は復讐の血で燃えた」（1973年） - 磯田
    - 第232話「ああ! もっと私を悪魔にして」（1973年） - 山根

  - プレイガールQ
    - 第9話「裸のままでさようなら」（1974年） - 及川
    - 第25話「連れ込みホテル殺人事件」（1975年） - 浮田健
- なんたって18歳!（1971年、TBS）
  - 第31話「あこがれのポテトプリンス」
  - 第38話「泣きぬれた名人」
- 天皇の世紀 第一部 第7話「黒い風」（1971年、ABC）
- 弥次喜多隠密道中 第8話「怪盗ネズミ小僧（舞阪）」（1971年、NTV）
- 大江戸捜査網（12ch→TX / 三船プロ）
  - 第67話「三匹の用心棒」（1972年）
  - 第136話「殺しを呼んだ御用金」（1974年） - 銀次
  - 第145話「無宿人仁義」（1974年） - 辰
  - 第178話「殺し屋への挑戦状」（1975年） - 源太
  - 第240話「涙の操り人形」（1976年） - 左平次
  - 第258話「逆転父と娘の絆」（1976年） - 幻の半兵衛手下
  - 第327話「身代り親娘 涙の絶唱」（1978年） - 三浦屋番頭
  - 第396話「火つけ軍団凶悪の罠」（1979年） - 辰五郎
  - 第430話「刺青芸者 皆殺しの謎」（1980年） - 丸山
  - 第466話「女賊が捨てた殺しの分け前」（1980年） - 辰蔵
  - 第506話「荒野に散った夫婦花」（1981年） - 立花
  - 第578話「毒花一輪 獲物を狙う赤い唇」（1983年） - 水神の源六
  - 第611話「美女必殺剣! 非情の果し状」（1983年） - 久保寺喜内
  - 第628話「おんな風呂殺しの湯煙り」（1984年） - 森口彦次郎
  - 平成版
    - 第1シリーズ 第4話「山男に抱かれた女」（1990年） - 口入屋勘造
    - 第2シリーズ 第12話「除夜の鐘 江戸は燃えているか」（1991年） - 黒蜘蛛の源蔵
- シークレット部隊 第2話「女がやった! ズッコケ自動車レース」（1972年、TBS）
- 太陽にほえろ!（NTV / 東宝）
  - 第32話「ボスを殺しに来た女」（1973年） - 貝塚まさし
  - 第78話「恐怖の瞬間」（1974年） - 坂田光雄
  - 第123話「孤独のゲーム」（1974年） - 河村宏治
  - 第172話「俺たちの仲間」（1975年） - 取調室の男
  - 第238話「東京上空17時00分」（1977年） - 木元(殺し屋)
  - 第289話「殿下と少年」（1978年） - 仙台のヤクザ
  - 第317話「殺人者に時効はない」（1978年） - 安川宏
  - 第337話「偽装」（1979年） - 浜野雄次
  - 第355話「ボス」（1979年） - 大村和巳
  - 第437話「ニセモノ・ほんもの」（1980年） - 菊田修
  - 第518話「忘れていたもの」（1982年） - 川田
  - 第603話「陽炎の街」（1984年） - 竜神会幹部
  - 第613話「ヘッドハンター」（1984年） - 荒木(新田興業組長)
  - 第640話「妻への疑惑」（1985年） - 荒木孝夫
- まごころ 第8話（1973年、TBS）
- 刑事くん（TBS）
  - 第2部 第25話「ちぎれた愛」（1973年） - 野毛山三次
  - 第3部 第33話「若き血潮燃えて」（1975年） - 黒瀬
- 土曜日の女シリーズ / 明日に喪服を（1973年、NTV）
- 特捜記者 第10話「"描かれた女より" 赤い髪の女」（1974年、KTV）
- 電撃!! ストラダ5 第11話「死を呼ぶテレパシー!」（1974年、NET / 日活） - ケン
- 右門捕物帖（1974年、NET / 東映）
  - 第6話「裏切り」
  - 第21話「脱走」
- 白い牙 第12話「ピエロの泪」（1974年、NTV / 大映テレビ）
- 赤い迷路 第7話（1974年、TBS）[2]
- 伝七捕物帳（NTV）
  - 第35話「下町慕情・匂い袋」（1974年）
  - 第125話「証拠の品は鬢の中」（1976年） - 丑松
- 必殺シリーズ（ABC / 松竹）
  - 暗闇仕留人 第14話「切なくて候」（1974年） - 捨吉
  - 必殺仕事人 第12話「三味の音は七つの柩のとむらい唄か?」（1979年） - 石地蔵の甚兵ヱ
  - 新・必殺仕事人 第2話「主水 気分滅入る」（1981年） - 勘八
  - 必殺仕事人V・風雲竜虎編 第8話「殺しの的は影太郎」（1987年） - 辰五郎
- 座頭市物語 第11話「木曽路のつむじ風」（1974年、CX / 勝プロ）
- 夜明けの刑事（TBS）
  - 第11話「それでも私は結婚したい」（1974年）
  - 第48話「花の好きな女の秘密」（1975年）
  - 第57話「相対死した娘の謎!!」（1976年）
- 破れ傘刀舟悪人狩り（1975年、NET）
  - 第19話「浦賀沖波高し」
  - 第64話「悪徳の勲章」 - 源次 役
- 白い地平線 第5話「運命の時」（1975年、TBS）- 矢田部
- 幸福ゆき 第25話「幸福への出発！」（1975年、TBS） - 水谷
- 痛快!河内山宗俊 第9話「罠にはまった中仙道」（1975年、CX）
- いろはの"い" 第10話「棺桶に乗った男」（1976年、NTV / 東宝） - 北島シゲジ
- Gメン'75（TBS / 東映）
  - 第80話「暗闇の密室殺人」（1976年） - 丸茂幸吉
  - 第129話「警察犬と女刑事」（1977年） - 田所看守
  - 第252話「15年前の女の死体」（1980年） - 柳田善次
- 新・座頭市（CX）
  - 第1シリーズ 第24話「大利根の春はゆく」（1977年）
  - 第3シリーズ 第2話「冬の花火」（1979年）
- ライオン奥様劇場 / 妻であること（1977年、CX）
- 破れ奉行 第20話「幕府海軍異状あり」（1977年、ANB / 中村プロ） - 青木六郎太
- 大追跡 第2話「狙撃者の目が光る」（1978年、NTV / 東宝） - 前島
- 特捜最前線（ANB / 東映）
  - 第62話「ラジコン爆弾を背負った刑事!」（1978年）
  - 第129話「非情の街・ピエロと呼ばれた男!」（1979年）
  - 第163話「ああ三河島・幻の鯉のぼり!」（1980年） - 上勢頭義一
  - 第187話「終列車を見送る女!」（1980年）
  - 第204話「19才の犯罪日誌!」（1981年）
  - 第219話「鉢植えを植えた17才!」（1981年）
  - 第229話「夜間中学殺人事件!」（1981年）
  - 第261話「ニューナンブ38口径!」（1982年）
  - 第277話「橘警部逃亡!」（1982年）
- 金曜劇場 / 消えた巨人軍（1978年、NTV / 東映） - 宮本刑事
- 大都会 PARTIII（NTV / 石原プロ）
  - 第3話「捜査中止命令」（1978年） - 市村竜三
  - 第30話「けもの道」（1979年） - 会田の共犯者(アニキ)
  - 第48話「囮作戦」（1979年） - 古沢
- 同心部屋御用帳 江戸の旋風IV 第8話「返ってきた雨傘」（1978年、CX / 東宝） - 権六
- 七人の刑事 第3シリーズ 第33話「四日遅れのクリスマス」（1978年、TBS）
- ゴールデンドラマシリーズ / 悪の紋章 第2話 第3話（1979年、CX）
- 江戸の激斗（1979年、CX / 東宝）
  - 第2話「闇にひそむ牙」 - 渋川格之進
  - 第24話「必死の脱出!!」 - 古川
- ザ・スーパーガール（1979年、12ch）
  - 第14話「白昼の悪夢・レイプされた人妻は?」
  - 第39話「人妻売春・秘密クラブの黒い罠」 - 谷
- 大空港（CX）
  - 第36話「さらば鯉沼刑事!炎の中の青春は終れり」（1979年） - 大島
  - 第56話「爆走刑事登場 東京大スキャンダル」（1979年）  - 殺し屋
  - 第71話「銃声は風に突いた さらば愛しき女よ」（1980年） - 真東会幹部構成員
- 土曜ワイド劇場（ANB）
  - 戦後最大の誘拐 吉展ちゃん事件」（1979年）
  - 三毛猫ホームズシリーズ（東映） - 根本刑事 
    - 第5作「三毛猫ホームズの運動会」（1983年）
    - 第6作「三毛猫ホームズの駈落ち」（1984年）

  - 混浴露天風呂連続殺人（ABC / テレパック）
    - 第5作（1986年）
    - 第14作（1994年） - 山崎刑事 役

  - 実年素人探偵とおんな秘書の名推理 第5作「北陸加賀温泉お見合いツアー殺人事件」（1989年）
  - 牟田刑事官事件ファイル 第12作「横浜ベイブリッジの女」（1990年、C.A.L） - 木更津東署刑事
  - 車椅子の弁護士・水島威 第1作（1996年、国際放映） - 渡辺刑事
  - タクシードライバーの推理日誌 第7作（1997年） - 自動車整備工場社長
  - 松本清張スペシャル・黒い樹海（1997年、レオナ） - 浅井刑事
  - 津軽海峡に消えた女（2001年）
  - 匿名容疑者（2001年）
- 日本名作怪談劇場 第11話「怪談 鰍沢」（1979年、12ch）- 伝三郎
- 西部警察シリーズ（ANB / 石原プロ）
  - 西部警察
    - 第11話「燃え尽きた獣たち」（1979年） - 堀茂雄(双葉興業社長)
    - 第38話「遥かなる故郷」（1980年） - 西山刑事(東部署)
    - 第61話「暁の陽動作戦」（1980年） - 桃井良二
    - 第81話「愛と炎のメロディー」（1981年） - 川村理吉
    - 第87話「口を閉ざした少年」（1981年） - 島岡
    - 第99話「二つの顔」（1981年） - 戸倉礼治
    - 第111話「出動命令、特車 サファリ」（1982年） - 小泉由紀夫(東亜貿易社長)

  - 西部警察 PART-II 第10話「大追跡!! 静岡市街戦 -静岡・前編-」（1982年） - 藤村刑事(静岡県警城南署)
  - 西部警察 PART-III
    - 第30話「謀殺のタイムリミット」（1983年） - 白井
    - 第39話「激闘!! 炎の瀬戸内海 -岡山・高松編-」（1984年） - 松崎刑事(岡山県警)
    - 第65話「鮮血の絆!」（1984年） - 金井(保険金殺人犯)
- 大捜査線（1980年、CX）
  - 第4話「傷ついた野獣」
  - 第26話「ああ沢木刑事! 青春の赤い墓標」
- 探偵物語 第25話「ポリス番外地」（1980年、NTV） - 刑事
- 騎馬奉行 第22話「鬼が帰ってきた」（1980年、KTV）
- 鬼平犯科帳 第1シリーズ 第20話「掻堀のおけい」（1980年、ANB）
- 木曜ゴールデンドラマ / 愛した翔んだそして散った!（1980年、YTV）
- 新五捕物帳（NTV）
  - 第120話「同心涙の別れ歌」（1980年）
  - 第151話「虫けらの詩」（1981年）
- 旅がらす事件帖 第5話「お助け米のお通りだぁ」（1980年、KTV / 国際放映） - 千代松
- 柳生あばれ旅 第19話「恐怖の花かんざし-桑名-」（1980年、ANB / 東映） - 望月左近
- 長七郎天下ご免! 第58話「晴れ舞台 姉弟しぐれ」（1981年、ANB / 東映） - 仁吉
- 噂の刑事トミーとマツ（TBS / 大映テレビ）
  - 第1シリーズ 第60話「ナヌ! ドラマの犯人が本物だァ?」（1981年） - 宝石ブローカー
  - 第2シリーズ 第15話「笑撃のガンプレイ! 噴火口の対決」（1982年） - 三好
- 桃太郎侍（1981年、NTV / 東映）
  - 第228話「花嫁の父、引き受けます」 - 菊造
  - 第252話「花の吉原学問修行」 - 萬字楼太助
- 同心暁蘭之介 第2話「明日なき逃亡」（1981年、CX）
- 影の軍団II 第13話「人妻は影におびえる!」（1981年、KTV / 東映） - 券住
- 銭形平次 第797話「逆手一文字斬り」（1982年、CX / 東映） - 源蔵
- 文吾捕物帳 第15話「かわいい女」（1982年、ANB / 三船プロ）
- 火曜サスペンス劇場（NTV）
  - 誘拐ツアー（1982年）
  - 冷ややかな情死（1984年、国際放映） - 野田刑事
  - あなたの知らないあなたの部屋（1989年）
  - 夢を喰う男（1990年、東北新社） - 負債者
  - 女弁護士・高林鮎子 第15作「飛騨高山の女」（1994年、東映） - 村岡部長刑事
  - 松本清張スペシャル・微笑の儀式（1995年、レオナ） - 石井刑事
  - 仮想結婚（1995年）
  - 松本清張スペシャル・恐喝者（1997年、松竹） - 大橋
  - 九門法律相談所 第7作「自白」（1997年） - 今村刑事
  - 密告電話（1998年）
  - 女優（1999年）
  - 刑事・鬼貫八郎 第10作「風の証言」（1999年） - 前橋署の刑事
  - いちど死んだ妻（2000年）
  - 臨床心理士 第2作（2000年） - 佐川刑事
  - 下町・銭湯騒動記 第3作（2003年）
- ポーラテレビ小説 / 白き牡丹に（1982年 - 1983年、TBS） - 須藤
- 時代劇スペシャル（CX）
  - 旗本やくざ 大江戸喧嘩帳（1982年） - 金吾郎
  - 怪談津の国屋 半七捕物帳（1984年）
- 長七郎江戸日記（NTV / ユニオン映画）
  - 第1シリーズ
    - 第9話「風流悪人狩り」（1983年） - 川瀬源之進
    - 第78話「極楽とんぼ」（1985年） - 秋川甚内
    - 第102話「片思い」（1986年） - 永井軍兵衛

  - 第2シリーズ 第31話「同心物語父ありき」（1988年） - 弥助
- 新ハングマン 第18話「服役者の妻を犯す警察署長」（1983年、ABC / 松竹芸能） - 浜田
- あいつと俺
  - 第9話「かもめのように翔んだ -別府-」
  - 第10話「霧の町の少女 -湯布院」

（1984年、TX / 勝プロ） ※1980年製作
- 暴れ九庵 第24話「汚れはしたものの」（1985年、KTV / 東宝） - 銀蔵
- 私鉄沿線97分署 第33話「心のシグナルが見えますか?」（1985年、ANB / 国際放映）
- 迷宮課刑事おみやさん 第10話「10年前の非行OL殺しが今日…!」（1985年、ABC） - 自首してきた父親
- 誇りの報酬 第44話「横浜ラブストーリー」（1986年、NTV / 東宝） - 中央署刑事
- 遊びじゃないのよ、この恋は（1986年、TBS）
- このこ誰の子?（1986年、CX）
- あぶない刑事シリーズ（NTV / セントラル・アーツ）
  - あぶない刑事 第1話「暴走」（1986年） - 堂本健児
  - もっとあぶない刑事 第7話「減俸」（1988年） - 神奈川県警刑事
- 銭形平次（1987年、NTV / ユニオン映画） - 紋三
- ジャングル 第14話「追跡! 爆破魔」（1987年、NTV / 東宝） - マンション管理人
- ダウンタウン探偵組（1988年、ABC）
- 土曜スーパースペシャル / 夢と承知で（1988年、NTV）
- 土曜ドラマスペシャル（TBS）
  - マンション管理人の災難（1988年）
  - まくりの勝っちゃん一発逆転（1989年）
- 続・三匹が斬る! 第7話「黒髪の、尼に乞われて用心棒」（1989年、ANB / 東映） - 石塚刑部役
- 水曜グランドロマン / 危険な愛情（1989年、NTV）
- 隠密・奥の細道 最終回スペシャル「芭蕉は隠密支配か?」（1989年、TX）
- ゴリラ・警視庁捜査第8班（1989年、ANB）
  - 第2話「ファースト・ターゲット」
  - 第22話「ある戦場」
- さすらい刑事旅情編II 第5話「L特急踊り子・七回忌で再会した女」（1989年、ANB）
- 鬼平犯科帳（CX / 松竹）
  - 第1シリーズ 第21話「敵（かたき）」（1990年） - 小妻の伝八
  - 第4シリーズ 第3話「盗賊婚礼」（1992年）- 八十助
  - 第6シリーズ 第8話「男の毒」（1995年）- 総上の三五郎
- あばれ八州御用旅（TX / ユニオン映画）
  - 第1シリーズ 第1話「国定忠治を斬れ!」（1990年） - 西沢
  - 第4シリーズ 第1話「男涙の大利根無情!抜荷街道の謎を追え!」（1994年4月）
- 銭形平次 第1シリーズ 第14話「盗まれた仏像」（1991年、CX / 東映） - 幸田
- 八百八町夢日記 第2シリーズ 第14話「うたかたの晴れ着」（1992年、NTV / ユニオン映画） - 片岡小太夫
- 裏刑事-URADEKA- 第3話「女教師連続レイプ魔を消せ!」（1992年、ANB）
- 金曜ドラマシアター→金曜エンタテイメント（CX）
  - 弘前大学教授夫人殺し（1992年）
  - 九亀城伝説殺人事件（1993年）
  - 松本清張三回忌特別企画・草の陰刻（1994年、レオナ） - 宗方
  - 松本清張スペシャル・霧の旗（1997年、映像京都）
  - 京都夢の浮橋殺人事件 -あんみつ検事の捜査ファイル-（2001年）
  - お気らく主婦の大冒険 第4作（2002年） - 水谷晴生
- うたう!大龍宮城 第40話「コバンザメ」（1992年、CX） - 偽農協
- お助け同心が行く! 第7話「名刀、辻斬り」（1993年、TX）
- 月曜ドラマスペシャル→月曜ミステリー劇場（TBS）
  - 殺人の駒音（1993年）
  - 迷路の花嫁（1993年）
  - 松本清張特別企画・夜光の階段（1995年、テレパック）
  - 弁護士・猪狩文助 第1作（2001年） - 三島誠治
  - 棟居刑事シリーズ 第2作「高層の死角」（2003年） - 河原寛三
- この世の果て 第1話「雨のシンデレラ」、第2話「目の見えぬ純愛」（1994年、CX）
- はぐれ刑事純情派（ANB / 東映）
  - 第7シリーズ  第20話「襲われたバスガイド・偽りの証言」（1994年） - 菅原明雄 役
  - 第9シリーズ 第5話「死亡推定時刻の謎! ポケベルの女」（1996年）
- 君といた夏 第9話「やっと結ばれたのに……」（1994年、CX） - 佐野
- 喧嘩屋右近 第3シリーズ 第1話「花のお江戸でよろずもめごと引き受け候 ~女房の取り戻し方教えます~」（1994年、TX / 松竹）
- 御家人斬九郎（CX / 映像京都）
  - 第1シリーズ 第1話「かたてわざ」（1995年）
  - 第3シリーズ 第1話「男二人」（1997年）
  - 第4シリーズ 第9話「追われもの」（1999年） - 橋本忠兵衛
- 風の刑事・東京発! 第8話「20年目の再会! 名前のない男」（1995年、ANB / 東映） - 佐々木巡査
- 白線流し 第3話「天文台の秘密」（1996年、CX）
- 刑事追う! 第6話「籠城」（1996年、TX）
- 暴れん坊将軍VIII 第2話「狙われた新妻 殺意を呼ぶ過去」（1997年、ANB / 東映） - 伝七
- 木曜劇場 / お仕事です! 第5話「結婚しますか?」（1998年、CX）
- ブラザーズ 第10話「最後の夜 もうどこへも行くな」（1998年、CX）
- 大岡越前 第15部 第1話（1998年8月24日、TBS / C.A.L） - 吉次
- じんべえ（1998年、CX）
- 水曜劇場 / 天使のお仕事 第2話「神様? どこにいるんだ!!」（1999年、CX）
- 水戸黄門（TBS）
  - 第27部 第18話「勘当された兄の真実 -鶴岡-」（1999年）
  - 第30部 第8話「記憶を探した津軽三味線 -陸奥十三湊-」（2002年）
  - 第34部 第15話「姑から逃げた嫁の秘密 -新庄-」（2005年） - 山吹屋源兵衛
  - 第39部 第6話「スッたもんだの初手柄 -倉敷-」（2008年） - 辰巳の鉄五郎
- 氷の世界（1999年、CX） - 迫田謙次郎 
  - 第1話「そこに悪女がいる」
  - 第3話「監視された女」
  - 第7話「恐るべき抱擁」
- 痛快!三匹のご隠居 第3話「鬼の十手持ち あの娘の目を治したい!」（1999年、ANB）- 常徳
- 愛の劇場 / 温泉へ行こう 第1シリーズ 第44話「悠里子の勝利」（1999年、TBS） - 野上
- ブランド 第5話「女35才・あふれ出す涙の意味は」（2000年、CX）
- 盤嶽の一生 第2話「絵図面の謎」（2002年、フジテレビ） - 家老・白井五郎左衛門
- ルーキー! 第7話「爆弾魔が警察署ジャック!?」（2001年、KTV）
- 女と愛とミステリー→水曜ミステリー9（BS JAPAN）
  - 金沢能登殺人周遊（2002年）
  - 鉄道警察官・走る捜査線（2005年）
- 美女か野獣 第9話「ラーメン戦争」（2003年、CX）
- 相棒 Season2 第9話「少年と金貨」 （2003年、ANB）
- DRAMA COMPLEX / ミステリーの女王 山村美紗物語（2006年）
- 金曜ナイトドラマ / アンナさんのおまめ 第5話「息子の嫁と勘違い!恐怖の嫁姑戦争勃発」（2006年、EX）
- 連続テレビ小説 / どんど晴れ 第38話（2007年、NHK）
- 日本テレビ開局55周年記念ドラマ「東京大空襲」（2008年3月18日、NTV）

### Vシネマ
- 日本一の悪女？ 雅美のパワーオブラブ（1993年）
- 打鐘（ジャン）男たちの激情（1994年）- 警備員B
- 凶銃・戻り道はない（1997年）
- 裏警察 BOX「私書箱」39 ＦＩＬＥ：医療ミス（1998年）
  - 裏警察 BOX「私書箱」39 ＦＩＬＥ：裏ビデオの女（1998年）
  - 裏警察 BOX「私書箱」39 ＦＩＬＥ：危険な主婦（1998年）
- 惚れたらあかん 代紋の掟（1999年）- 大田原
- 実録・夜桜銀次（2001年） 
  - 実録・夜桜銀次２（2001年）
- 難波金融伝・ミナミの帝王22 男たちの過去（2003年）- 秋田
- 玄海組血風録 流血の代紋（2003年）- 大賀清正（玄海組八代目組長）
- 梁山泊 激突!パチスロ大戦争（2004年）

### その他
- マジカル頭脳パワー!! / マジカルミステリー劇場 「安岡力也片想い」（1991年、NTV） - 岩淵久雄